# I malloreddus
I malloreddus este un format de paste făinoase specifice bucătăriei sarde. Se folosește mai ales pe durata sărbătorilor și a festivalurilor locale. I malloreddus au forma unei scoici și sunt mari cca 2 cm cu striaturi externe. Acest tip de pastă se potrivește cu multe tipuri de sosuri, dar cel mai folosit în Sardinia este i malloreddus alla campidanese folosit în zona Campidană.

## Etimologie
Termenul malloreddu (plural malloreddus)  derivă de la cuvântul latin mallolus, care înseamnă gălușcă.  O altă variantă ar putea fi diminutivul cuvântului malloru, care în limba sardă campidană înseamnă taur, astfel cuvântul malloreddus înseamnă vițeluși.

## Istorie
I malloreddus este una dintre mâncările tradiționale dintre cele mai preparate din Sardinia. Se pregătesc în toate ocaziile importante, atât la nunți cât și la sărbătorile, festivalurile locale. Încă din antichitate gospodinele preparau acest tip de pastă. 
Prelucrarea manuală a malloreddusu în casă se face prin amestecarea grișului de grâu dur cu apă, se formează benzi lungi de circa 15 cm, se taie în bucăți, bucățile de aluat se zdrobesc pe o sită, numită su ciuliri pentru a obține striaturile externe. Rezultatul, în lumea imaginară agro-pastorală, este forma unui vițeluș gras.

### Feluri de mâncare cu malloreddus
Mâncarea clasică a bucătăriei sarde este malloreddus alla campidanese. În acest fel de mâncare se pregătește un ragu cu cârnați locali, tăiați în bucăți mici, se prăjesc în ulei cu ceapă tocată, se adaugă sosul de roșii si se lasă să fiarbă pentru aproximativ o oră. Pe sfârșitul gătitului se adaugă șofranul, se condimentează i malloreddus cu sosul obținut și se presară pecorino sard.